# Carl-Heinz Kliemann
Carl-Heinz Kliemann (ur. 8 czerwca 1924 w Berlinie, zm. 12 kwietnia 2016 tamże) – niemiecki malarz, grafik i twórca kolaży.

## Życiorys
W latach 1945–1947 Carl-Heinz Kliemann był studentem Maxa Kausa, natomiast od 1947 roku – Karla Schmidta-Rottluffa. W 1966 roku został wykładowcą na TH Karlsruhe na wydziale malarstwa i grafiki, gdzie przez 12 lat realizował działalność dydaktyczną. Od 1983 do 2000 roku pracował w swoim warsztacie w Gräfelfing pod Monachium, po czym przeniósł swoją pracownię do Berlina.
Jego głównymi kierunkami prac były pejzaże i portrety. Karl-Heinz Kliemann był członkiem Niemieckiego Związku Artystów.

## Wystawy
- 1994 Berlińska Galeria Sztuki, „Prace na papierze” (katalog)
- 1995/1996 w Norymberdze (Niemieckie Muzeum Narodowe), Karlsruhe i Hamburgu, w katalogu Dzieła i Dokumenty
- 2004 Fundacja Miejskiego Muzeum w Berlinie, „Malarz na tle krajobrazu”, wystawa z okazji 80. urodzin artysty
- 2013 Miejskie Muzeum Sztuki Spendhaus Reutlingen, „Kolorowe Krajobrazy. Drzeworyty z siedmiu dekad” (katalog)[4]

## Nagrody i wyróżnienia
- 1950: Berlin Artystyczna Nagroda
- 1959: Nagroda Villa Romana
- 1982: Order Zasług Republiki Federalnej Niemiec